# Riesigk
Riesigk este o comună în Saxonia-Anhalt, Germania